# Alfréd Réth

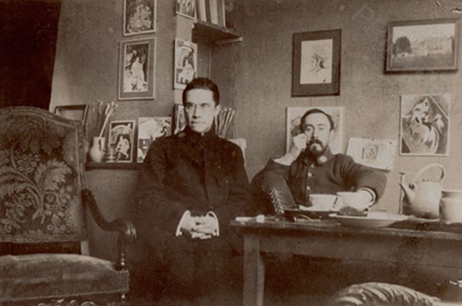
Foto von Alfréd Réth (li.) mit Maurice Esmein, um 1915

Alfréd Réth, geboren als Alfréd Roth (* 29. Februar 1884 in Budapest; † 17. September 1966 in Paris) war ein ungarisch-französischer Maler und eine bedeutende Figur der Avantgarde sowie der École de Paris.

## Leben
Alfréd Réth wurde als achtes Kind einer ungarischen Familie geboren. Nach dem Abitur wurde er auf Wunsch seines Vaters Bankangestellter. In jungen Jahren lernte er István Farkas und László Mednyánszky kennen. Letzterer wurde sein erster Zeichenlehrer und weckte sein Interesse für den Buddhismus und die orientalische Kunst. 1903 schloss sich Alfréd Réth der Künstlerkolonie von Nagybánya an, wo er unter der Leitung von Károly Ferenczy arbeitete. 1905 ging er mit dem Maler József Ergry nach Paris und arbeitete im Atelier von Jacques-Émile Blanche in Montmartre. Durch Mednyánszky lernte er den Orientalisten Jean Buchot kennen, durch den er sich zunehmend mit hinduistischer und Khmer-Kunst auseinandersetzte. Diese Einflüsse vertiefte er durch Besuche im Musée Guimet. 1907 entdeckte er auf dem Salon d’Automne die Werke von Paul Cézanne, die ihn stark beeinflussten.
Alfréd Réth stellte im Salon des Indépendants aus, wo seine Werke neben denen von Henri Matisse, Georges Rouault, Georges Braque, Fernand Léger, André Lhote, Jean Metzinger und André Dunoyer de Segonzac zu sehen waren. 1913 nahm er an einer dem Kubismus gewidmeten Ausstellung in der Galerie Der Sturm in Berlin teil. Mit rund 80 Werken vertrat er dort die französische Moderne. Im selben Jahr wurden seine Werke auch in einer kubistischen Ausstellung in Budapest gezeigt. Zu Beginn des Ersten Weltkriegs wurde Alfréd Réth als ungarischer Staatsbürger in Frankreich interniert. Nach Kriegsende erlebte er die kulturell blühenden 1920er Jahre in Paris. In dieser Zeit wandte er sich verstärkt der Abstraktion zu. Seine Werke sind geprägt von geometrischen Formen, Linien, Flächen und stilisierten figurativen Elementen.
1931 wurde Alfréd Réth Mitglied der Künstlergruppe Abstraction-Création, die sich der Förderung der abstrakten Kunst widmete und bis 1936 aktiv war. Weitere Mitglieder waren Hans Arp, Georges Valmier, Auguste Herbin und František Kupka. Nach dem Zweiten Weltkrieg beteiligte er sich ab 1946 am Salon des Réalités Nouvelles, einer weiteren Plattform für gegenstandslose Kunst. Gegen Ende seines Lebens blieb Alfréd Réth der abstrakten Kunst verbunden, kehrte aber auch zur Figuration und zur Collage zurück, einem Medium, das er bereits 1906 für sich entdeckt hatte. Er kombinierte Papier mit farbig bedruckten Textilien. Diese Technik blieb bis etwa 1960 ein zentraler Bestandteil seines künstlerischen Schaffens. In seinem Todesjahr 1966 wurde Alfréd Réth mit einer Retrospektive in Chicago geehrt.

## Werk
Alfréd Réths Werk entwickelte sich vom frühen Kubismus zu einer abstrakten Bildsprache. In den 1920er Jahren experimentierte er mit farbigen Kreisen, Kurven und Lichtspielen, die vereinfachte menschliche Formen darstellten. Später bezog er Materialien wie Sand, Stoffe und Pigmente in seine Werke ein, die dadurch eine haptische Dimension erhielten. Ab den 1950er Jahren kehrte er teilweise zur Figuration zurück und schuf Collagen aus farbigen Stoffen. Zu seinen bekanntesten Werken zählen „Harmonie des Matières“ (1950), „Paysage du Midi“ (1928) und „Nature morte au compotier“ (1912).